# Mürz
Die Mürz ist ein größerer linker Nebenfluss der Mur in Österreich. Sie ist etwa 98 km lang und hat einen mittleren Durchfluss (MQ) von 7 m³/s in Neuberg und 22 m³/s in Kapfenberg. 
Der Name stammt von Muorica, dem slawischen Wort für „kleine Mur“.

## Geographie

### Verlauf

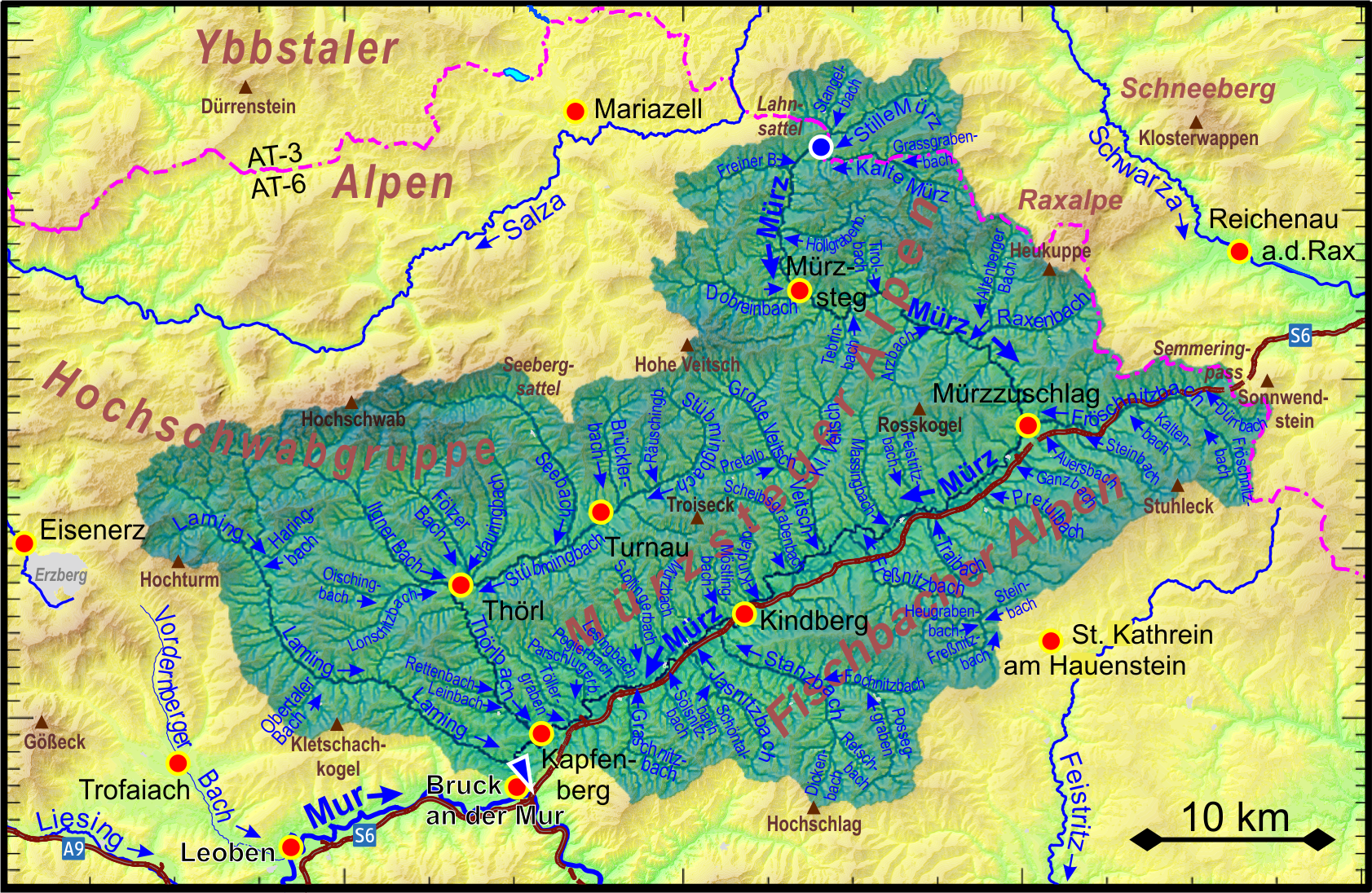
Einzugsgebiet der Mürz

Die beiden Quellflüsse der Mürz entspringen nördlich der Schneealpe, die Stille Mürz in Niederösterreich, die Kalte Mürz im Neuwald an der steirisch-niederösterreichischen Landesgrenze. Der Oberlauf der Mürz schneidet sich S-förmig durch die steirisch-niederösterreichischen Kalkalpen, bildet nach der Ortschaft Frein die spektakuläre Klamm Totes Weib mit dem gleichnamigen Wasserfall. Dobreinbach, Tirolbach und Raxenbach sind die wichtigsten Zubringer bis Mürzzuschlag. Nach der Einmündung der Fröschnitz fließt die Mürz auf ihrem Unterlauf in südwestlicher Richtung bis zur Mündung in die Mur bei Bruck. Bedeutende Zubringer in diesem Abschnitt sind die Veitsch und aus dem Hochschwab-Gebiet der Thörlbach und die Laming.
Die Trasse der Südbahn sowie die Semmering Schnellstraße (S6) führen entlang des Unterlaufes der Mürz.

### Einzugsgebiet
Das Einzugsgebiet der Mürz entwässert ein ca. 1505 km² großes Gebiet, das die Mürzsteger Alpen, die Südflanke der Hochschwabgruppe und die Nordflanke der Fischbacher Alpen umfasst.
Im Nordwesten grenzt das Einzugsgebiet der Mürz an das der Enns und im Nordosten an das der Leitha. Die im Südosten und Südwesten angrenzenden Gebiete gehören wie die Mürz zum Einzugsgebiet der Mur.

### Zuflüsse
Vom Zusammenfluss der Oberläufe bis zur Mündung. Auswahl.
- Stille Mürz, rechter Oberlauf von Ostnordosten
- Kalte Mürz, linker Oberlauf von Ostsüdosten
- Freiner Bach, von rechts und Westen bei Frein an der Mürz
- Schwarzenbach, von rechts und Westen
- (Bach aus dem Höllgraben), von links und Osten
- Dobreinbach, von rechts und Westen in Mürzsteg
- Tebrinbach, von rechts und Süden
- Tirolbach, von links und Norden in Krampen
- (Bach aus dem Karlgraben), von links und Nordosten
- Veitsch, von rechts und Südwesten bei Neuberg an der Mürz
- Arzbach, von rechts und Südwesten bei Lechen
- Hirschbach, von rechts und Süden
- Raxenbach, von links und Ostnordosten in Kapellen
- Fröschnitz, von links und Osten in Mürzzuschlag
- Ganzbach, von links und Südosten gegenüber Ziegenburg
- Pretulbach, von links und Ostsüdosten bei Pichlwang
- Traibach, von links und Südosten bei Schwöbing
- Feistritzbach, von rechts und Norden bei Schloss Feistritz
- Massingbach, von rechts und Norden bei Krieglach
- Freßnitzbach, von links und Südosten bei Freßnitz
- Sonnleitbach, von links und Ostsüdosten bei Mitterdorf im Mürztal
- Veitsch, von rechts und Nordnordosten in Mitterdorf
- Schreibsgrabenbach, von rechts und Nordwesten bei Unterlichtenegg
- Spregnitzbach, von links und Südosten in Wartberg im Mürztal
- Kindtalbach, von rechts und Norden bei Kindtal
- Möstlingbach, von rechts und Nordnordwesten in Kindberg
- Stanzbach, von links und Südosten bei Allerheiligen im Mürztal
- Mürzbach, von rechts und Norden in Mürzhofen
- Stollingerbach, von rechts und Nordwesten bei Sankt Marein im Mürztal
- Sölsnitzbach, von links und Südsüdosten bei Sölsnitz
- Graschnitzbach, von links und Südsüdosten bei Graschnitz
- Pogierbach. von rechts und Nordwesten bei Gassing
- Thörlbach, von rechts und Nordwesten in Kapfenberg
- Laming, von rechts und Nordwesten bei Laming

## Wirtschaftliche Bedeutung
Das Vorkommen von Eisenerz und der Waldreichtum im Mürztal ließen schon früh eine Eisenverarbeitung entstehen. Das Wasser der Mürz diente zum Antreiben der Hammerwerke und zum Bringen (Trift) des Holzes aus den Wäldern des oberen Mürztals zu den Werken. 
Etliche Flusskraftwerke von Neuberg bis Bruck an der Mur dienen heute zur Erzeugung von elektrischem Strom. Betrieben werden diese mit Kaplan-Turbinen, benannt nach dem in Mürzzuschlag geborenen Erfinder Viktor Kaplan. Hier befindet sich ein Schaukraftwerk mit einer der ersten Turbinen.

## Tourismus und Fischerei
Das klare Wasser und die Wildheit der Mürz in ihrem Oberlauf ließ sie zu einem beliebten Ziel für Fischer und Kajak-Sportler werden. Die naturnahe Landschaft dient als Grundlage des Naturparks Mürzer Oberland.